# Birobidžanskij rajon
Il Birobidžanskij rajon (in russo Биробиджанский район?) o Birobidzhaner rajon (in yiddish ביראָבידזשאנער ראיאָן) è un rajon dell'Oblast' autonoma ebraica, nella Russia asiatica. Istituito nel 1934, ha come capoluogo Birobidžan, ricopre una superficie di 4.500 km2 ed una popolazione di circa 13.000 abitanti nel 2009.

## Centri abitati
- Alekseevka
- Aėroport
- Birofel'd
- Valdgejm
- Golovino
- Dimitrovo
- Dubovoe
- Žëltyj Jar
- Kazanka
- Kirga
- Krasivoe
- Krasnyj Vostok
- Nadeždinskoe
- Najfel'd
- Opytnoe Pole
- Petrovka
- Pron'kino
- Ptičnik
- Razdol'noe
- Russkaja Poljana